# Maung Maung Kha
Ne doit pas être confondu avec Maung Maung.
Le colonel Maung Maung Kha (birman မောင်မောင်ခ) (7 juin 1920 - 30 avril 1995) fut le huitième Premier ministre de Birmanie entre 1977 et 1988.

## Biographie
Maung Maung Kha est né à Rangoon de Khin Tint et Chit Pe. Il entra à l'Université de Rangoon en 1937 pour des études d'ingénieur, mais les abandonna en 1941 pour rejoindre l'Armée pour l'indépendance birmane (BIA). Il termina sa formation militaire et fut membre des forces armées birmanes durant l'occupation militaire japonaise (1942-1945). Après l'indépendance, il atteignit le grade de colonel et travailla comme directeur de l'industrie de défense des forces armées birmanes.
Il entra en 1972 dans le gouvernement du général Ne Win comme ministre de l'industrie. Il conserva ce poste après la fondation de la République socialiste de l'Union birmane le 4 janvier 1974, et l'adoption d'une nouvelle constitution. Plus tard il fut nommé ministre des Mines. Le 29 mars 1977, il remplaça le général Sein Win comme Premier ministre. Les manifestations contre le régime entraînèrent sa chute le 26 juillet 1988. Le colonel Tun Tin lui succéda.
Il est mort à Rangoon le 30 avril 1995.
Il avait eu trois enfants de sa femme Khin Khin Lay : U Myo Nyut Daw Lwin Lwin Myint, U Lwan Moe Daw Nu Nu Yi et Po Po Khin Oo.

## Source
- (en) Cet article est partiellement ou en totalité issu de l’article de Wikipédia en anglais intitulé « Maung Maung Kha » (voir la liste des auteurs).